# Mora (Kamerun)
Mora – miasto w Kamerunie, w Regionie Dalekiej Północy, stolica departamentu Mayo-Sava. Liczy około 58,2 tys. mieszkańców.